# Aree polacche annesse all'Unione Sovietica

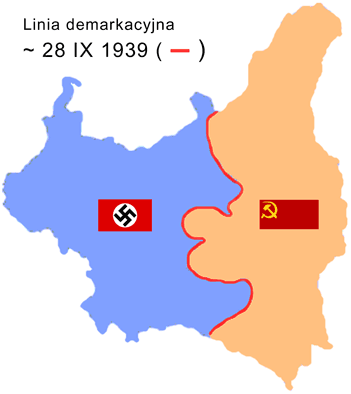
Confini temporanei creati dai soldati tedeschi e sovietici. Il confine fu subito risistemato in seguito ad accordi diplomatici.

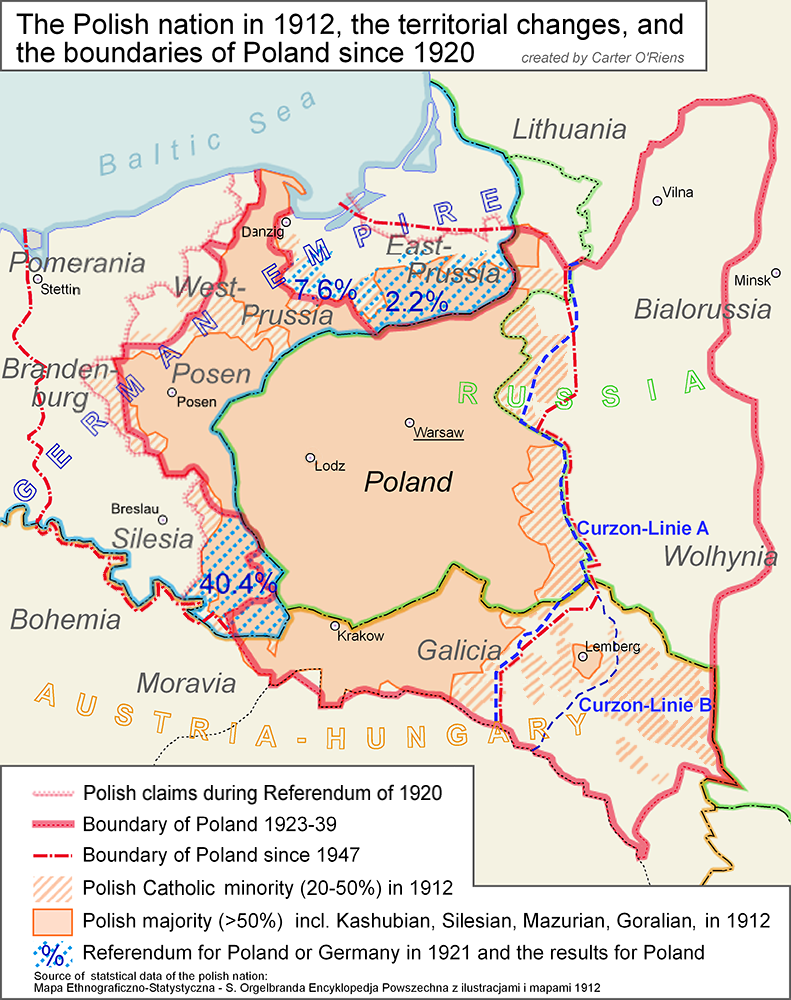
Le aree a maggioranza polacca, secondo una mappa statistica di fonte polacca del 1910.

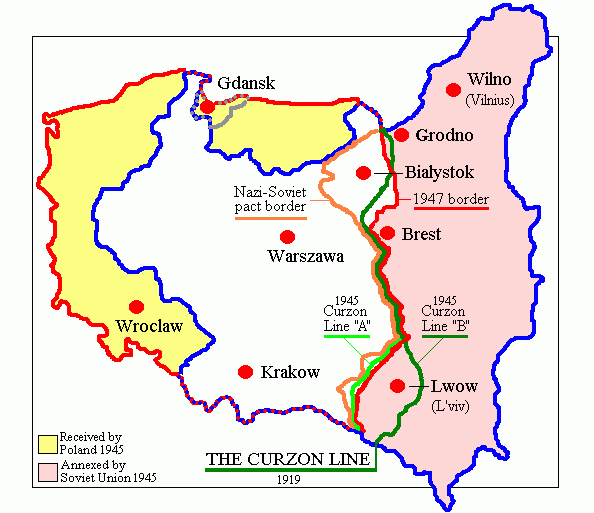
La Linea Curzon e i cambiamenti territoriali della Polonia, dal 1939 al 1945

Dopo l'invasione sovietica della Polonia, che seguì, grazie al patto Hitler-Stalin, l'invasione tedesca che aveva già segnato l'inizio della seconda guerra mondiale nel 1939, l'Unione Sovietica si annetté le parti orientali (il cosiddetto "Kresy") della Seconda Repubblica di Polonia, per un totale di 201.015 km² e con una popolazione di 13.299.000 persone. Gran parte di questi territori divennero parte dell'URSS nel 1945 come parte degli aggiustamenti territoriali europei causati dalla guerra mondiale. La Polonia fu parzialmente ricompensata dall'Unione Sovietica con ex-territori tedeschi, i cosiddetti Territori Recuperati.

## Occupazione sovietica del 1939-1941
Nei termini del Patto Molotov-Ribbentrop, seguito dagli accordi del 28 settembre 1939, l'Unione Sovietica si annetté il territorio polacco ad est della linea dei fiumi Pisa, Narew, Bug Occidentale e San, eccetto il Voivodato di Wilno, con il capoluogo (Vilnius), che fu assegnato alla Lituania, e la regione di Suwałki che fu annessa alla Germania nazista. Inizialmente conquistati dalla Polonia in una serie di guerre dal 1918 al 1921 (principalmente nella guerra sovietico-polacca), questi territori avevano una popolazione mista composta da diverse nazionalità, tra cui i polacchi e gli ucraini costituivano i maggiori gruppi etnici, ma vi erano anche consistenti minoranze bielorusse ed ebree.
Tuttavia, dato che i diversi gruppi nazionali erano insediati in zone miste, gran parte del territorio aveva una maggioranza locale non polacca (ucraini al sud e bielorussi al nord), specialmente nelle aree rurali. Il "bisogno di proteggere" la popolazione ucraina e bielorussa fu utilizzato come pretesto per l'invasione sovietica della Polonia orientale (inclusa l'Ucraina occidentale e la Bielorussia), portata avanti all'inizio della caduta della Polonia a seguito dell'invasione nazista, con Varsavia assediata e con il governo polacco in procinto di evacuazione. L'area totale, inclusa quella data alla Lituania, ammontava a 201.015 km², con una popolazione di 13.299.000 persone, delle quali 5.274.000 erano polacchi, e 1.109.000 erano ebrei. Altri 138.000 polacchi e 198.000 ebrei lasciarono le zone occupate dalla Germania e divennero rifugiati nella zona occupata dall'Unione Sovietica. Questi dati, raccolti sotto l'amministrazione polacca delle aree, non sono universalmente riconosciuti: ad esempio, per lo storico Edward H. Carr la popolazione polacca nel 1939 era inferiore a 2.500.000 di persone.
Dal 1939 al 1941, 1.450.000 persone abitanti nella regione furono deportate dal regime sovietico; il 63,1% di esse erano polacche, e il 7,4% ebree. In passato si credeva che circa 1 milione di cittadini polacchi fossero morti per mano dei sovietici, tuttavia, più di recente, gli storici polacchi, basandosi su archivi sovietici, hanno stimato il numero delle morti a circa 350.000 persone, deportate dal 1939 al 1945.
I territori settentrionali della Polonia, intorno a Wilno (oggi Vilnius), furono annessi alla Lituania, e poco dopo la Lituania fu annessa all'Unione Sovietica, divenendo la RSS Lituana. Altri territori del nord furono annessi alla Regione di Belastok, Hrodna, Navahrudak (rinominato Regione di Baranavichy), Pinsk e Vileyka nella RSS Bielorussa. La RSS Ucraina divise i territori del sud ricevuti dalla Polonia negli Oblast' di Leopoli, di Rivne, Stanislav (poi conosciuto come Ivano-Frankivs'k), Tarnopil e Volinia.

## Occupazione tedesca del 1941-1944
Queste aree vennero conquistate dalla Germania nazista nel 1941 durante l'Operazione Barbarossa. I tedeschi li divisero come segue:
- Bezirk Bialystok (distretto di Białystok), che incluse le contee di Białystok, Bielsk Podlaski, Grajewo, Łomża, Sokółka, Vaukavysk, e Hrodna e fu unito (non incorporato) nella Prussia Orientale;
- Bezirk Litauen und Weissruthenien — le parti polacche della Rutenia Bianca (oggi Bielorussia orientale) inclusa la provincia di Vilnius della Lituania, che fu incorporata nel Reichskommissariat Ostland;
- Bezirk Wolhynien-Podolien — la provincia polacca della Volinia, che fu incorporata nel Reichskommissariat Ukraine;
- Distretto della Galizia, Galizia orientale, che fu incorporata nel Governatorato Generale e ne divenne il quinto distretto.

Dal 1943 al 1944 i massacri dei polacchi in Volinia causarono circa 100.000 morti e esodi di massa dei polacchi dall'Ucraina.
La popolazione di lingua polacca e ebraica delle regioni annesse ammontava a circa 6,7 milioni nel 1939. Durante la guerra, due milioni morirono (inclusi 1,2 milioni di ebrei), 2 milioni divennero rifugiati in Polonia o ad ovest, 1,5 milioni si trovavano nei territori restituiti alla Polonia nel 1945 e 1,2 milioni rimasero nell'URSS.

## Annessione sovietica del 1945
Dopo la fine della seconda guerra mondiale, l'Unione Sovietica mantenne gran parte dei territori occupati nel 1939, mentre altri territori ammontanti a 21.275 km² con 1,5 milioni di abitanti furono restituiti all'alleato polacco, principalmente nelle aree presso Białystok e Przemyśl.
Il 16 agosto 1945 il nuovo governo polacco, dominato dai comunisti, firmò un trattato con l'URSS per cedere formalmente questi territori. La popolazione totale dei territori annessi all'URSS, non comprendendo la porzione restituita nel 1945 alla Polonia, aveva una popolazione di 10.653.000 persone, secondo il censimento polacco del 1931. Nel 1939, questa popolazione era aumentata fino a 11,6 milioni. La composizione per lingua era: ucraini 37,1%, bielorussi 15,1%, polacchi 36,5%, yiddish 8,3%, altri 3%. Secondo l'affiliazione religiosa, invece, la popolazione era divisa nel modo seguente: ortodossi russi 31,6%, cattolici greco-ucraini 26,7%, cattolici romani 30,1%, ebrei 9,9%, altri 1,7%.
Dal 1944 al 1952 l'Esercito insurrezionale ucraino (UPA) continuò la battaglia armata contro il regime comunista e contro la popolazione locale non ucraina. Per eliminare l'UPA, i sovietici deportarono 600.000 persone (vedere anche Operazione Vistola), mentre 170.000 furono vittime dei combattimenti e della pulizia etnica dell'UPA.